# Teófila Martínez
María Teófila Martínez Saiz (Santander, 5 de enero de 1948) es una aparejadora y política española. Pertenece al Partido Popular desde 1977, por entonces Alianza Popular. Fue alcaldesa de Cádiz entre 1995 y 2015, y desde febrero de 2019 es la presidenta de la Autoridad Portuaria de la Bahía de Cádiz.

## Biografía
Casada con el empresario Santiago Cobo Cobo y madre de un hijo, cursó sus estudios universitarios en Madrid, donde es licenciada por Universidad complutense de Madrid.
Aparejadora de profesión, en diciembre de 1982 fue elegida secretaria general provincial de Alianza Popular en Cádiz. De 1983 hasta 1987 fue concejal en el Ayuntamiento de El Puerto de Santa María. Ha sido alcaldesa de Cádiz desde el año 1995 hasta 2015, siendo la alcaldesa más votada de las capitales de provincia de España en las elecciones municipales de 2003 y 2007 con alrededor del 60 % de los votos.[cita requerida] Con las elecciones municipales de 2011 revalida ganando por quinta vez por mayoría absoluta, dejando de ser alcaldesa en 2015 tras ser investido alcalde José María González Santos, más conocido como Kichi, del partido Por Cádiz Sí Se Puede, confluencia de Podemos en la capital gaditana.

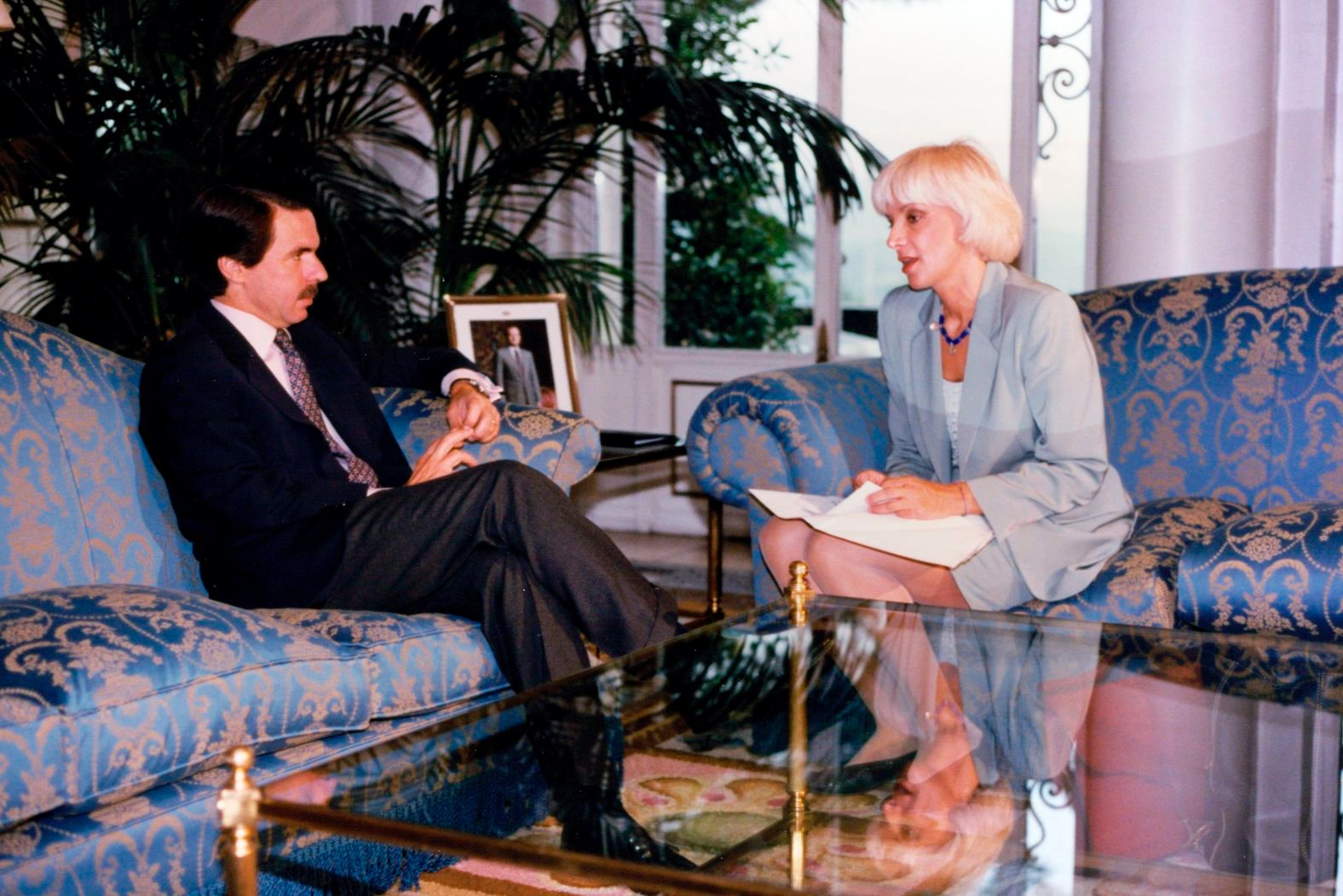
Recibida en La Moncloa por José María Aznar en mayo de 2000

Ha sido diputada al Congreso de los Diputados desde 1989 salvo en el período 2000-2008 en el que fue parlamentaria andaluza y senadora (2000-2008) por designación de la comunidad autónoma de Andalucía. Presidió el PP de Andalucía desde 1999 hasta 2004. Ha ejercido de portavoz del PP en la Comisión de Obras Públicas del Congreso de los Diputados y coordinadora de Comisiones del Grupo Popular en el Congreso. 
De su gestión como alcaldesa deben destacarse el soterramiento de la vía férrea a su paso por Cádiz, la recuperación de edificios emblemáticos para la ciudad, la urbanización de los terrenos ociosos de Astilleros, el inicio de las obras del Puente de la Constitución de 1812, la creación de nuevas concejalías de carácter social y la celebración del bicentenario de las Cortes de Cádiz, año en el que se conmemoraron los doscientos años de la Constitución de Cádiz de 1812, la primera constitución española. Cádiz se convirtió durante 2012 en Capital Iberoamericana de la Cultura y fue sede de la XXII Cumbre Iberoamericana de Jefes de Estado albergando un gran número de exposiciones y eventos culturales de primer nivel mundial a lo largo de todo el año. 
A principios de año 2013, Teófila Martínez presentó la propuesta de impulsar la creación de la Plataforma Logística del Sur de Europa en la provincia de Cádiz, situada entre tres continentes (Europa, África y América) y ubicada en un eje de comunicación estratégico como es el Estrecho de Gibraltar. Esta propuesta contaba con el apoyo del Gobierno de España, materializado con la presentación en la ciudad de Cádiz en noviembre de 2013 de la estrategia logística nacional. 
Fue criticada por las redes sociales cuando el 23 de agosto de 2013 le habló a la prensa quejándose de la opinión de los usuarios de las redes sociales sobre los políticos españoles y explicando su desconcierto ante la gente que pide ayudas sociales en el Ayuntamiento argumentando que «hay gente que pide para comer y tiene Twitter, que cuesta dinero». Las redes sociales argumentaban, entre otras cosas, que ella misma había anunciado hace dos años la instalación de zonas wifi gratuitas en varias calles y plazas de la ciudad, lo que contradecía su opinión actual. El 13 de septiembre de 2013 se disculpó reconociendo que de tecnología conoce «lo justito» y alegó que no tiene la obligación de conocer el lenguaje de las nuevas tecnologías.